# Properzia de’ Rossi

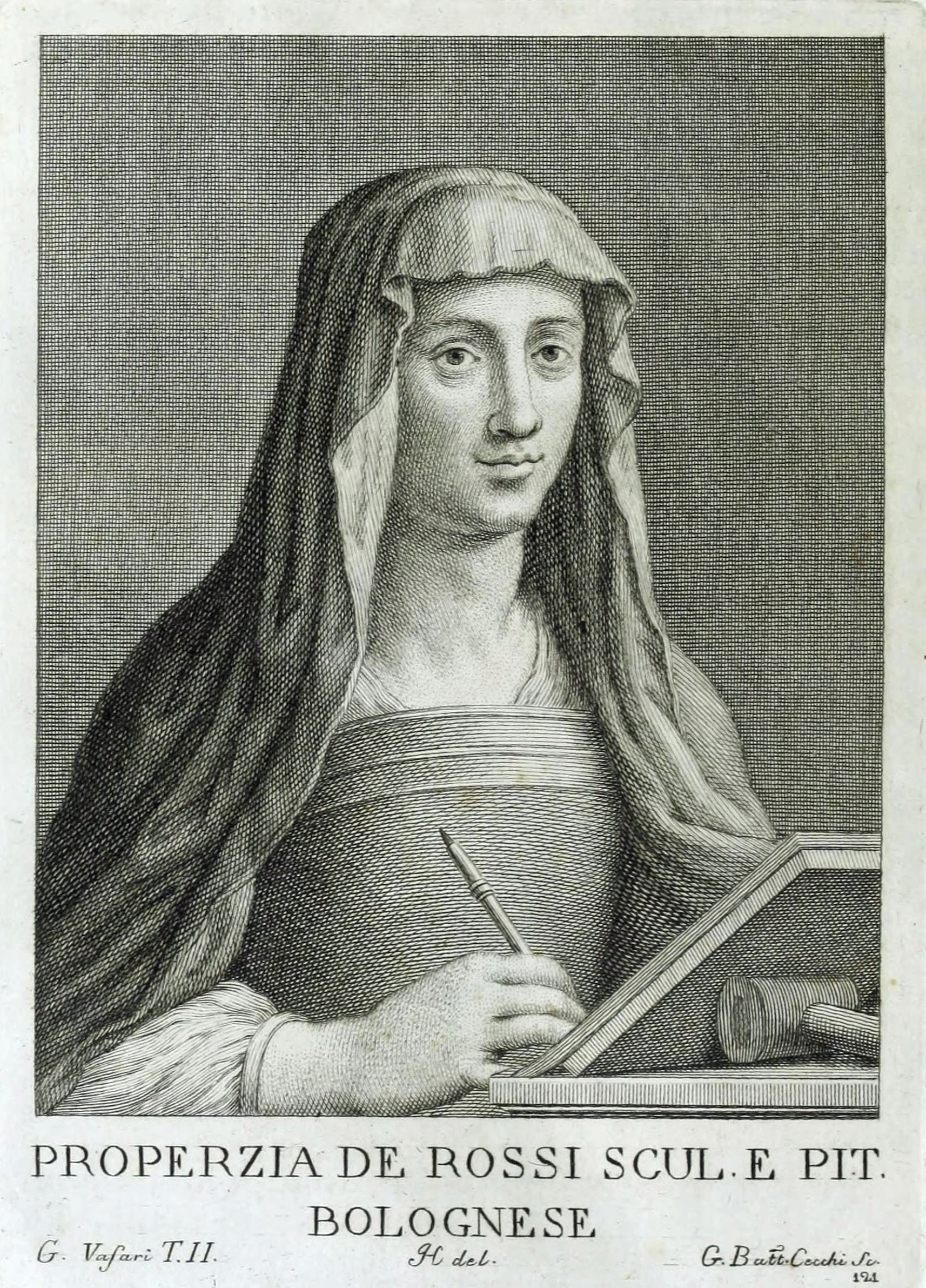
Properzia de’ Rossi

Properzia de’ Rossi (* um 1490 in Bologna; † 24. Februar 1530 in Bologna) war eine Bildhauerin der italienischen Renaissance.

## Leben

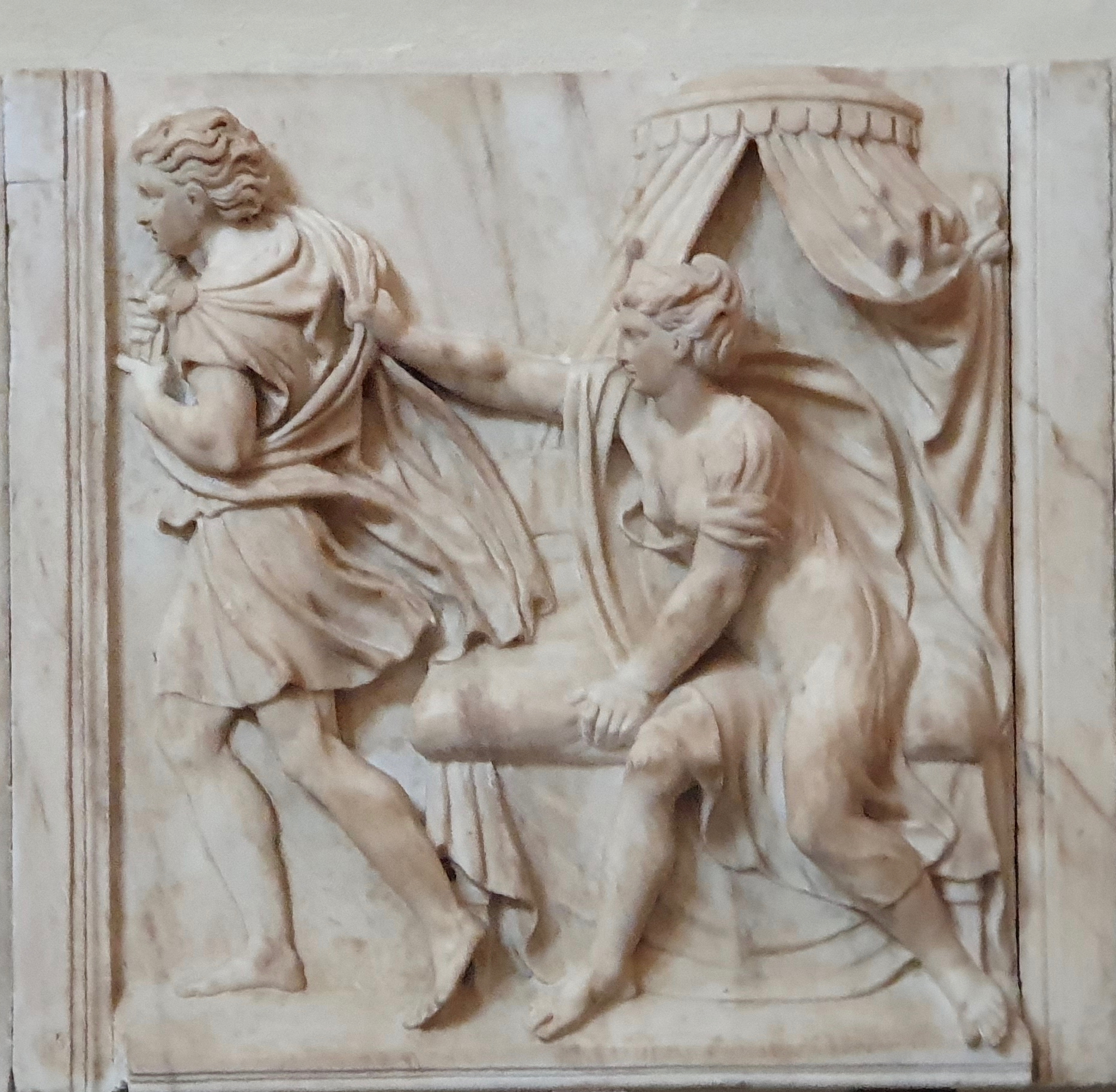
Josef und die Frau des Potiphar, um 1526

Properzia de’ Rossi war Schülerin des Bologneser Kupferstechers Marcantonio Raimondi.
Sie wurde durch ihre komplexen und kleinformatigen Skulpturen aus den Kernen von Steinobst, wie Aprikosen, Pfirsiche und Kirschen, bekannt. Das Thema dieser kleinen „Friese“ war meist religiöser Natur. Zwei dieser delikat bearbeiten Kerne sind erhalten geblieben und im Museo degli Argenti des Palazzo Pitti in Florenz zu sehen. Sie sind im Wappen der Familie Grassi im Museo Civico Medievale Bologna abgebildet.
Um die dreißig Jahre alt, bekam Properzia de’ Rossi die Möglichkeit, im größeren Maßstab mit Marmor zu arbeiten. Durch ihre sorgfältigen Porträtbüsten aus Marmor konnte sie öffentliche Aufträge erlangen, darunter der Hochaltar von Santa Maria del Baraccano in Bologna. Auch die Westfassade der Basilika San Petronio wurde von ihr gestaltet, darunter eines ihrer bekanntesten Basreliefs, Joseph und die Frau des Potiphar (1525–26).
Gerichtsakten aus Bologna scheinen zu belegen, dass Properzia de’ Rossi zuweilen ihre Emotionen nicht beherrschte. Sie stand zweimal vor Gericht. Einmal wurde ihr vorgeworfen, sie habe den Garten eines Nachbarn verwüstet. Beim zweiten Prozess lautete der Vorwurf, sie habe einem anderen Künstler in Bologna (es war Amico Aspertini) Farbe ins Gesicht gespritzt und ihn an den Augen gekratzt.

## Die Vita von Giorgio Vasari

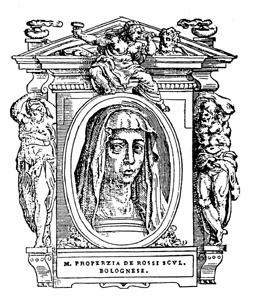
Properzia de’ Rossi, Holzstich in Le vite von Giorgio Vasari (1568)

Properzia de’ Rossi war die einzige Frau, der Giorgio Vasari in seinen Künstlerbiographien, Le vite, ein Kapitel widmete. In der ersten Ausgabe (1550) mit 133 Viten (Biographien) beschrieb Vasari sonst nur Männer. In der zweiten Ausgabe (1568) mit 161 Viten beschrieb Vasari einige weitere Künstlerinnen (Plautilla Nelli, Madonna Lucrezia und Sofonisba Anguissola) – jedoch in der Biographie über de’ Rossi, die er weiterhin als einzige Frau in einer Kapitelüberschrift hervorhob.
Mehr als 25 Zeitgenossinnen von Properzia de’ Rossi waren ebenfalls als bildende Künstlerinnen in Italien tätig, darunter mehrere in Bologna. Jedoch war eine Bildhauerin zu dieser Zeit absolut außergewöhnlich. Laut der Kunsthistorikerin Babette Bohn, die ein Buch über frühe Künstlerinnen in Bologna schrieb, hat Vasari ihr deshalb eine Vita gewidmet: Er habe die Bildhauerin als Kuriosum auswählt, als „Anomalie“, um damit Aufmerksamkeit zu wecken.
Vasari berichtete nicht, von wem Properzia de’ Rossi in der Bildhauerei mit Marmor unterwiesen wurde, während er in den Biographien anderer Künstler zumeist Angaben zu ihrer Ausbildung machte.
Vasari fand lobende Worte für de’ Rossis Kunstfertigkeit und die Anmut ihrer Werke, obwohl er meinte, dass Bildhauerei eine Aufgabe für die kräftigeren Männer sei. Ein für seine Zeit typisches Denken über Frauen zeigt sich auch in Vasaris Behauptung, in ihrem kunstvollen Marmor-Relief Joseph und die Frau des Potiphar habe die Künstlerin ihrer unerwiderten Liebe zu einem jungen Mann Ausdruck verliehen.